# Station Kolbuszowa
Station Kolbuszowa is een spoorwegstation in de Poolse plaats Kolbuszowa.